# Metilona
Metilona (3,4-metilenodioxi-N-metilcatinona, MDMC ou βk-MDMA) é uma droga psicoativa com propriedades empatógenas e estimulantes. É membro das classes de anfetaminas substituídas, catinonas substituídas e metilenodioxifenetilaminas substituídas.
Metilona é o análogo de catinona substituída do MDMA e o análogo 3,4-metilenodioxi da metacininona. A única diferença estrutural da metilona em relação ao MDMA é a substituição de 2 átomos de hidrogênio por 1 átomo de oxigênio na posição β do núcleo da feniletilamina, formando um grupo cetona.
A metilona foi sintetizada pela primeira vez pelos químicos Peyton Jacob III e Alexander Shulgin, em 1996, para potencial uso como antidepressivo.

## Efeitos

### Semelhanças com o MDMA

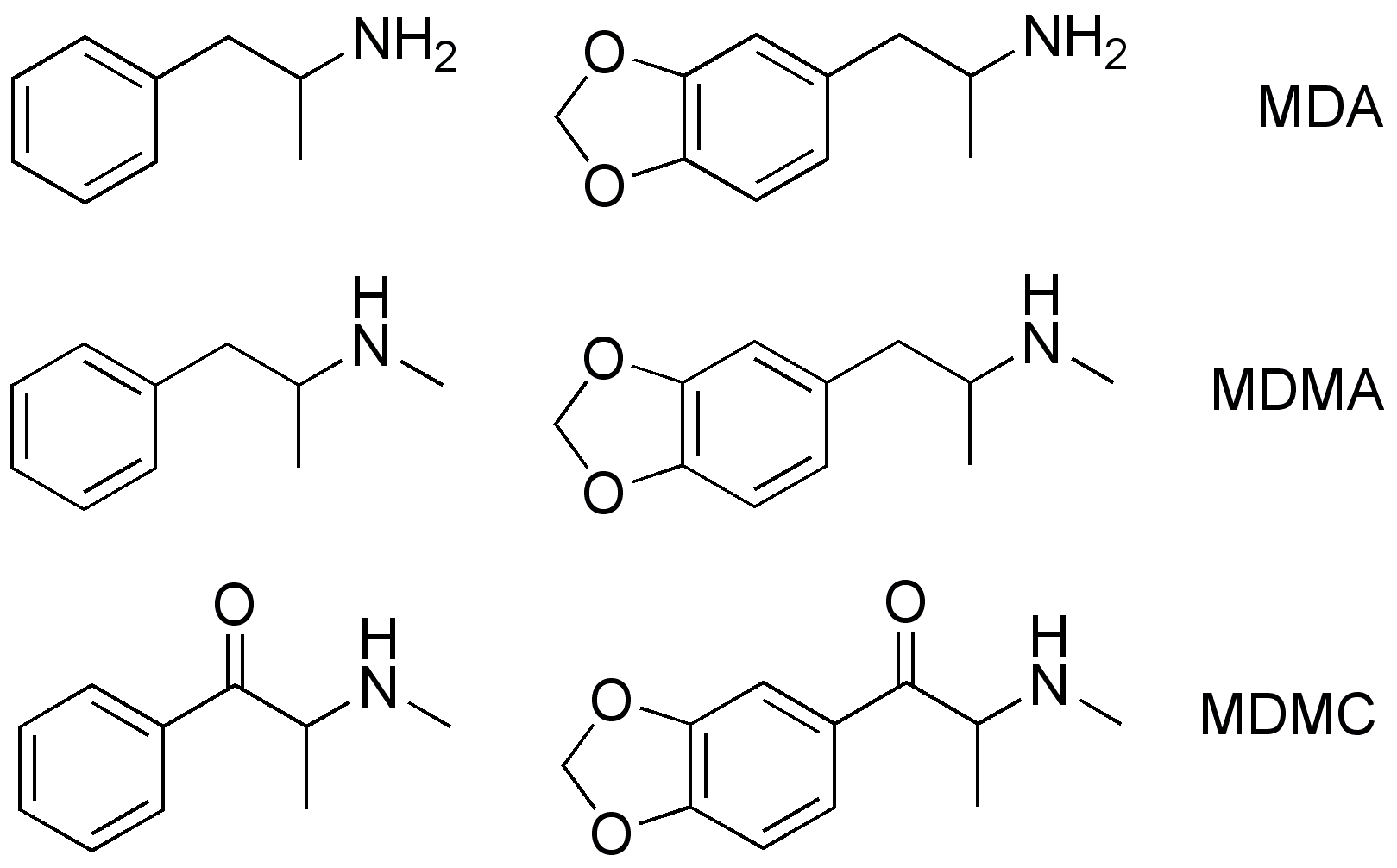
Semelhanças estruturais entre alguns estimulantes do tipo anfetamina e seus derivados 3,4-metilenodioxi. Esquerda: anfetamina, metanfetamina e metacatinona. Direita: MDA, MDMA e metilona

Um estudo examinou as diferenças entre as catinonas substituídas e MDMA em ratos treinados para discriminar MDMA de soro fisiológico. A metilona não substitui a anfetamina em animais treinados para diferenciar essa droga da solução salina (placebo). Além disso, do mesmo modo como o MDMA, a metilona atua nos sistemas monoaminérgicos. In vitro, a metilona possui um terço da potência do MDMA na inibição do acúmulo de serotonina plaquetária e aproximadamente o mesmo em seus efeitos inibidores nos transportadores de dopamina e noradrenalina.
Apesar dessas semelhanças comportamentais e farmacológicas entre a metilona e o MDMA, os efeitos subjetivos observados de ambas as drogas não são completamente idênticos. Alexander Shulgin escreveu sobre o primeiro:, 
“[Metilona] tem quase a mesma potência do MDMA, mas não produz os mesmos efeitos. Tem uma ação quase antidepressiva, agradável e positiva, mas não tem a mágica única do MDMA”.

## Farmacologia

### Farmacodinâmica
A metilona atua como um inibidor misto da recaptação de serotonina, noradrenalina e dopamina. Em comparação com o MDMA, possui uma afinidade aproximadamente três vezes mais baixa com o transportador de serotonina, enquanto sua afinidade para os transportadores de noradrenalina e dopamina é semelhante. A afinidade da metilona com o transportador de monoamina vesicular 2 (VMAT2) é cerca de 13 vezes menor que a do MDMA. Os resultados dessas diferenças na farmacologia em relação ao MDMA são que a metilona é menos potente em termos de dosagem, tem efeitos catecolaminérgicos mais equilibrados em relação aos receptores serotoninérgicos e se comporta mais como um inibidor de recaptação, tal qual o metilfenidato, do que como um liberador, como a anfetamina. No entanto, a metilona possui capacidades de liberação relativamente potentes, talvez devido à sua capacidade de fosforilar os transportadores de monoamina.  

### Farmacocinética
As duas principais vias metabólicas em mamíferos para a metilona são a N-desmetilação para methylenedioxycathinone (MDC), e desmetilação seguida por O-metilação do 3- ou 4-hidroxi grupo do 4-hidroxi-3-methoxymethcathinone (HMMC) ou 3-hidroxi -4-metoximetecatinona (3-OH-4-MeO-MC). Quando 5   mg/kg de metilona foi administrada a ratos, verificou-se que cerca de 26% foi excretado como HMMC nas primeiras 48 horas (menos de 3% foi excretado na forma inalterada).

## Legalidade

### Brasil
É uma substância incluída na Lista F2 pela Anvisa. É uma droga ilegal.

### Países Baixos
Nos Países Baixos, a metilona ainda não está listada na Lei do Ópio, mas está coberta pela Lei dos Medicamentos. Como a metilona não é registrada oficialmente, é proibido comercializar a metilona. O Ministro da Saúde solicitou ao Grupo de Avaliação e Monitoramento de Novos Medicamentos do Ponto de Coordenação (CAM) a coleta de informações sobre esta substância, resultando possivelmente em uma avaliação de risco oficial. Até agora, nenhuma pesquisa foi conduzida sobre a toxicidade da metilona, portanto, pouco se sabe sobre a nocividade da droga.

### Nova Zelândia
Na Nova Zelândia, embora a metilona não seja explicitamente programada e esteja fora das definições estritas de um "análogo da anfetamina" na Lei do Uso Indevido de Drogas, ela é considerada "substancialmente semelhante" à metacatinona e, portanto, considerada pelas autoridades policiais como sendo uma droga ilegal de classe C. Metilona foi vendida na Nova Zelândia por cerca de 6 meses de novembro de 2005 a abril de 2006 como um substituto do MDMA, sob o nome de "Ease". O produto foi retirado após disputas judiciais com o governo.

### Reino Unido
No Reino Unido, a metilona é ilegal desde a revisão de 16/04/2010 da lei do uso indevido de drogas. Antes  Em março de 2010, foram anunciados planos para fabricar metilona e outras catinonas, drogas de Classe B, "dentro de semanas". A importação dos compostos foi proibida.

### Estados Unidos
Em 21 de outubro de 2011, a DEA emitiu uma nota de proibição sobre a metilona. É ilegal possuir e distribuir a substância.